# Francesco Bonito
Francesco Bonito (Cerignola, 24 gennaio 1949) è un politico e magistrato italiano.

## Biografia
Già magistrato della Corte suprema di cassazione. Nel 1994 viene eletto deputato con i Progressisti, in quota PDS viene poi confermato anche alle elezioni politiche del 1996 e successivamente a quelle del 2001, nella coalizione de l'Ulivo. Termina il proprio mandato parlamentare nel 2006.
Dal 18 ottobre 2021 è sindaco di Cerignola, appoggiato da una coalizione di centro-sinistra.